# Фор, Феликс
Фели́кс-Франсуа́ Фор (фр. Félix François Faure; 30 января 1841, Париж — 16 февраля 1899, там же) — французский политический деятель, 7-й Президент Французской республики (1895—1899) (Третья республика).

## Биография
Феликс Фор родился в семье содержателя небольшой обойной мастерской в Париже; получил коммерческое образование в училище города Бове (департамент Уазы), потом служил в различных торговых фирмах, обнаружил коммерческие способности, быстро составил себе состояние и основал большую кожевенную фирму в Гавре, ведшую торговлю с Южной Америкой, Германией и др. В августе 1870 года был избран членом муниципального совета города Гавра, а 4 сентября (после падения империи) — помощником мэра; в этой должности, вместе с мэром Гилльмарме организовал укрепление города Гавра, после этого снарядил в Гавре батальон добровольцев, во главе которого принял участие в войне; ездил по поручению Гамбетты в Англию для закупки оружия. Во время Парижской коммуны с теми же добровольцами сражался на стороне правительства. В 1874 году министерство Виктора де Брольи за его республиканские убеждения лишило его звания помощника мэра. В 1875—1894 годах Феликс Фор был членом, потом президентом торговой палаты в Гавре.
В 1881 году он был избран в Гавре в палату депутатов, переизбирался в 1885, 1889 и 1893 годах. Он был сторонником «республики либеральной, терпимой, открытой для всех и покровительствующей всем интересам», как гласила его избирательная программа 1876 года, когда он впервые неудачно выступал кандидатом. Его программная речь 1893 года гласила: «Конечно, мы не реакционеры, мы либералы, мы люди прогресса и хотим идти вперёд; но мы должны отвергнуть налог на доходы и ренту так же, как пересмотр конституции и отделение церкви от государства. Чтобы упрочить финансовое положение республики, нужно удерживаться от преждевременных налогов и стремиться к серьёзной экономии в расходах посредством упрощения административной машины». В палате он примкнул к сторонникам Гамбетты, который его знал и ценил с 1870 года. Во время правительства Гамбетты (1881—1882 годов) Фор был заместителем министра колоний и торговли у министра торговли Рувье; во втором кабинете Ферри 1883—1885 годов и 1-м Тирара в 1887—1888 годах он занимал пост заместителя министра колоний и морского. В качестве депутата он выступал особенно охотно по вопросам, так или иначе затрагивающим интересы торговли, и они находили в нём всегда горячего защитника. Он голосовал за договоры с железными дорогами (см. Рейналь), проведённые министерством Ферри, за сохранение французского посольства при Ватикане, против распространения всеобщего голосования на сенатские выборы, против изгнания из Франции принцев (1886), против пересмотра конституции (1888). В ноябре 1893 года он был избран вице-председателем палаты депутатов.
В мае 1894 года Фор вошёл во 2-й кабинет Дюпюи в качестве морского министра. Вместе с военным министром Мерсье он должен был организовать мадагаскарскую экспедицию, и значительная доля ответственности за её неудачу падала на него. Во время этого министерства произошло первое осуждение Дрейфуса благодаря давлению, произведённому генералом Мерсье на судей; вопрос о том, было ли это известно Фору, много обсуждался в печати, но он не может считаться безусловно разрешённым.
После отставки Казимира Перье в 1895 году главными кандидатами на пост президента республики являлись Бриссон, как кандидат радикалов, и Вальдек-Руссо, как кандидат консервативной стороны Национального собрания (парламента); между ними был выдвинут и Фор, тогда ещё недостаточно известный и потому не возбуждавший антипатии ни правых, ни левых членов Национального собрания. На первой баллотировке в Собрании Фор получил 244 голоса из 787 возможных; Вальдек-Руссо отказался от дальнейшей борьбы и рекомендовал своим сторонникам голосовать за Фора; последний был избран на перебаллотировке 430 голосами из 800 возможных. В качестве президента республики Фор первое время держался в предписанных конституцией рамках; приняв отставку кабинета Дюпюи, он обратился с предложением сформировать новый Леону Буржуа и только после его отказа — к Рибо, а после падения кабинета последнего — опять-таки к Буржуа. Вместе с тем он ввёл в Елисейском дворце этикет почти королевских дворов, необычный до тех пор во Франции, и требовал строгого его соблюдения; он считал недостойным себя появляться на различных торжествах рядом с премьером или председателями палат Национального собрания, везде стараясь подчеркнуть своё особенное значение как главы государства.

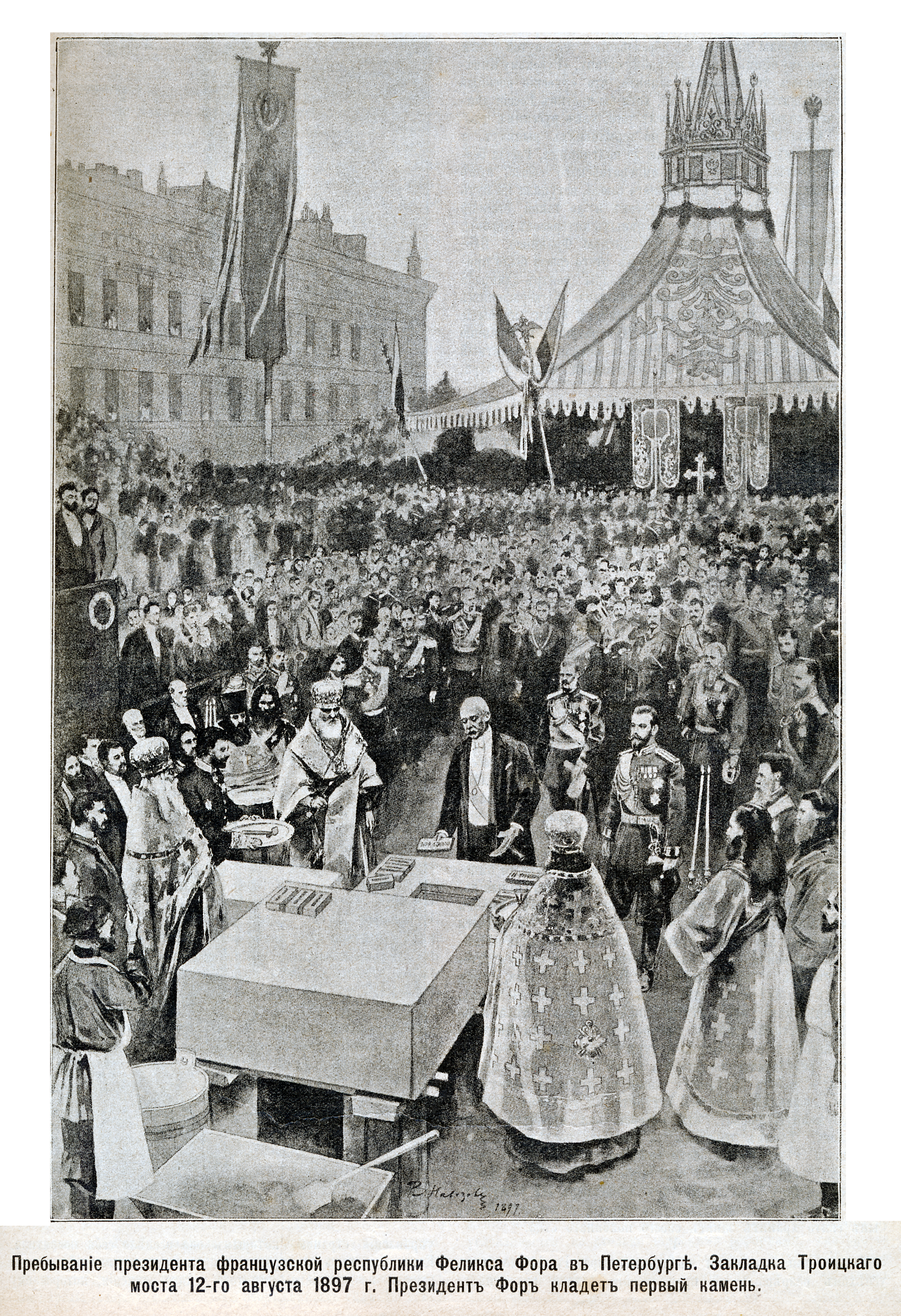
Президент Феликс Фор на закладке Троицкого моста в СПб, 12 августа 1897 года.

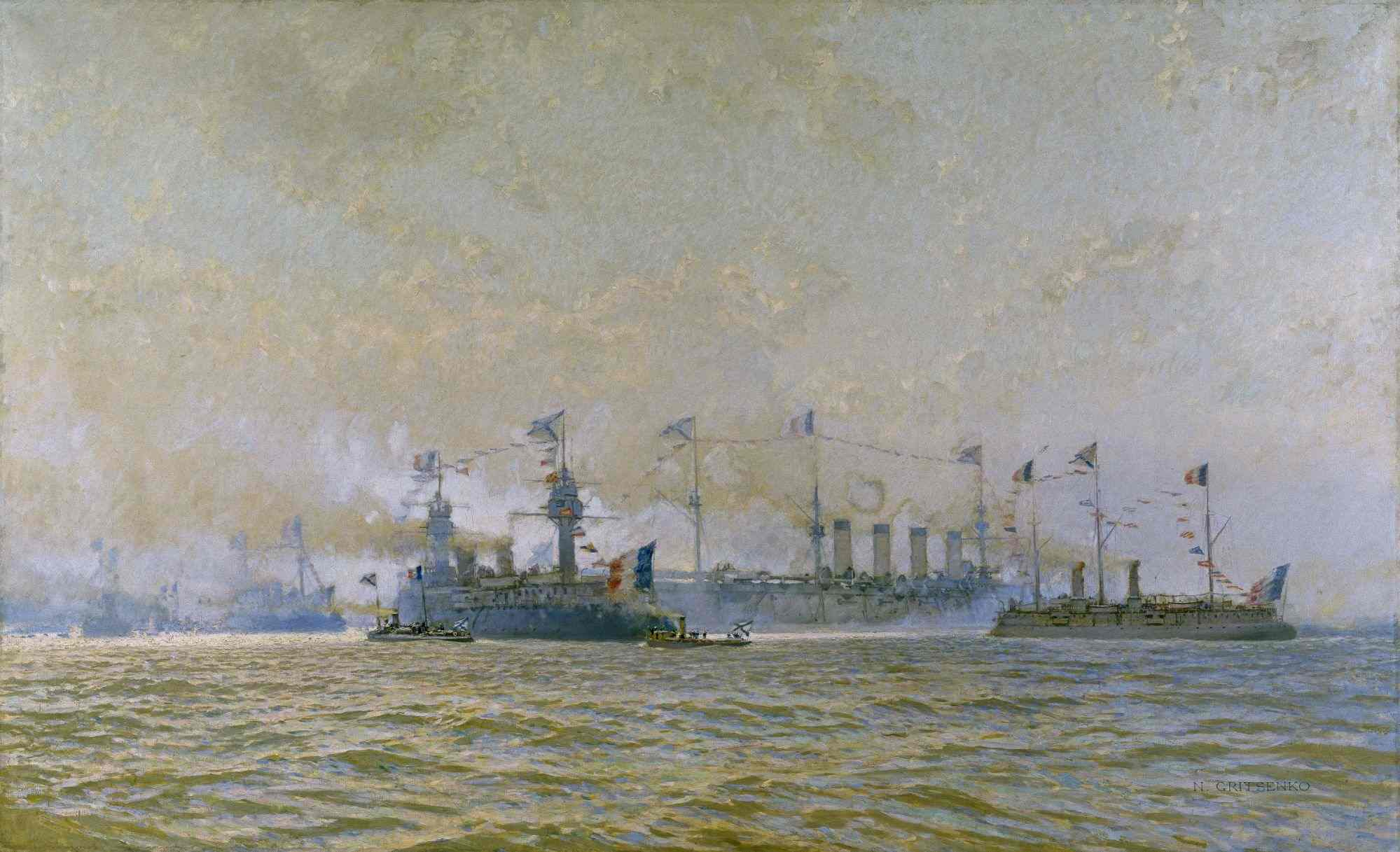
Николай Гриценко. Приезд президента Феликса Фора в Кронштадт. 1897

В особенности резко стали обнаруживаться эти черты после посещения Парижа императором Николаем II и императрицей в 1896 году. Это посещение являлось результатом и выражением сближения Франции с Россией, над которым работали правительства до него и при нём; он сам был деятельным сторонником сближения. В 1897 году состоялся его официальный визит в Россию.
Не позже 1895 года Фор был награждён российским орденом святого Александра Невского.
После падения кабинета Буржуа, в апреле 1896 года, Фор призвал к власти кабинет Мелена, продержавшийся до июня 1898 года, затем в ноябре 1898 года — Дюпюи (3-й кабинет). Во время начавшейся при кабинете Мелена агитации за пересмотр дела Дрейфуса, Фор явно покровительствовал противникам пересмотра; он настоял, чтобы за генералом Цурлинденом было сохранено влиятельное положение парижского военного губернатора, когда Цурлинден вышел из кабинета из-за дела Дрейфуса; он поддерживал военного министра Шануэна против Бриссона в стремлении последнего к пересмотру.

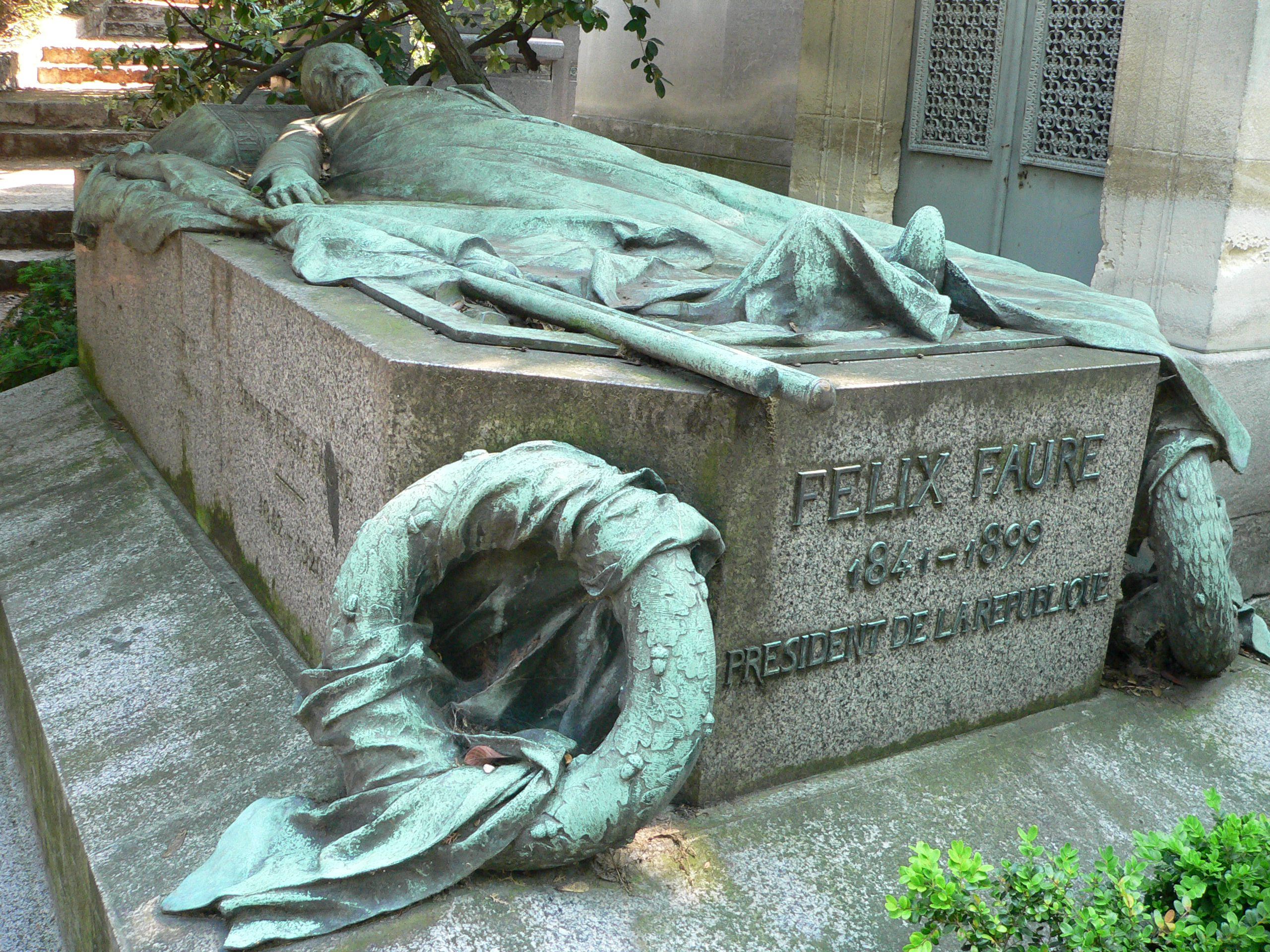
Надгробие Феликса Фора на кладбище Пер-Лашез, Париж (скульптор Рене де Сен-Марсо)

16 февраля 1899 года Фор скоропостижно умер от инсульта, оставив Францию в состоянии кризиса. Попытка оказать медицинскую помощь была предпринята другом и лечащим врачом Фора О. Ланнелонгом, однако безрезультатно. Фор умер на руках Ланнелонга. 
Распространился слух, что Фор умер во время полового акта со своей любовницей, известной авантюристкой Маргерит Стенель. Имеется анекдот, согласно которому на вопрос явившегося врача: Le président a-t-il toujours sa connaissance? (Президент ещё в сознании?) — слуга ответил: Нет, она уже ушла (connaissance значит и «сознание» и «знакомая», то есть возникла игра слов «Он в сознании?» / «Он ещё принимает свою знакомую?»). Имя Стенель было тотчас названо в Палате депутатов; впоследствии её судили за убийство мужа и свекрови, и, несмотря на улики, она была оправдана.